# Лукас Пападимос
Лукас Пападимос (грч. Λουκάς Παπαδήμος; Атина, 11. октобар 1947) је био премијер Грчке од новембра 2011. до маја 2012. Независни је кандидат, изабран на место премијера привремено, до избора у марту 2012. године. До избора привремене владе је дошло услед дужничке кризе Грчке.
Раније је био на челу Народне банке Грчке и био је потпредседник Европске централне банке.
Дипломирао је физику, магистрирао електротехнику и докторирао економију на универзитету Масачусетски технолошки институт у САД.